# Amagerport

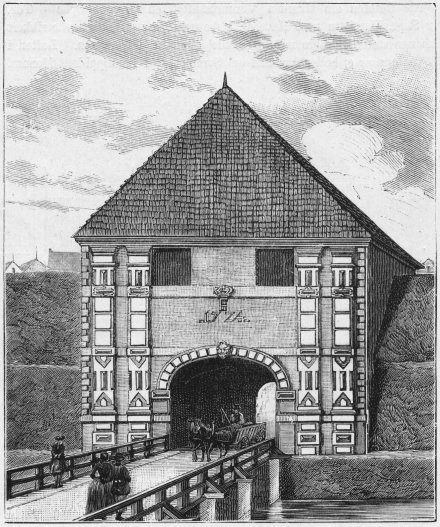
Amagerport.

Amagerport, eller Sønderport eller Christianshavns Port, var vid sidan av Østerport, Nørreport och Vesterport en av Köpenhamns fyra stadsportar. Det är oklart när den ursprungligen kom till, men 1724 uppfördes den stadsport som revs på 1850-talet.
Från 1649 fanns en införseltull på alla varor, som fördes in i Köpenhamn. 
Torvegade var den ursprungliga vägen från Köpenhamn till Amager över Christianshavn. Stadsporten byggdes där Torvegade mötte stadsvallen. Amagerport var den minst dekorerade av portarna. 
I äldre tid var porten stängd på nätterna, men från 1777 var den öppen dygnet runt.
Vaktmästarbostaden som låg i anslutning till stadsporten är bevarad. En andra bevarad vaktbyggnad är nuvarande köksbyggnaden till "Restaurant Ravelinen" belägen på ravelinen mellan Christianshavn och Amager. 

## Bildgalleri

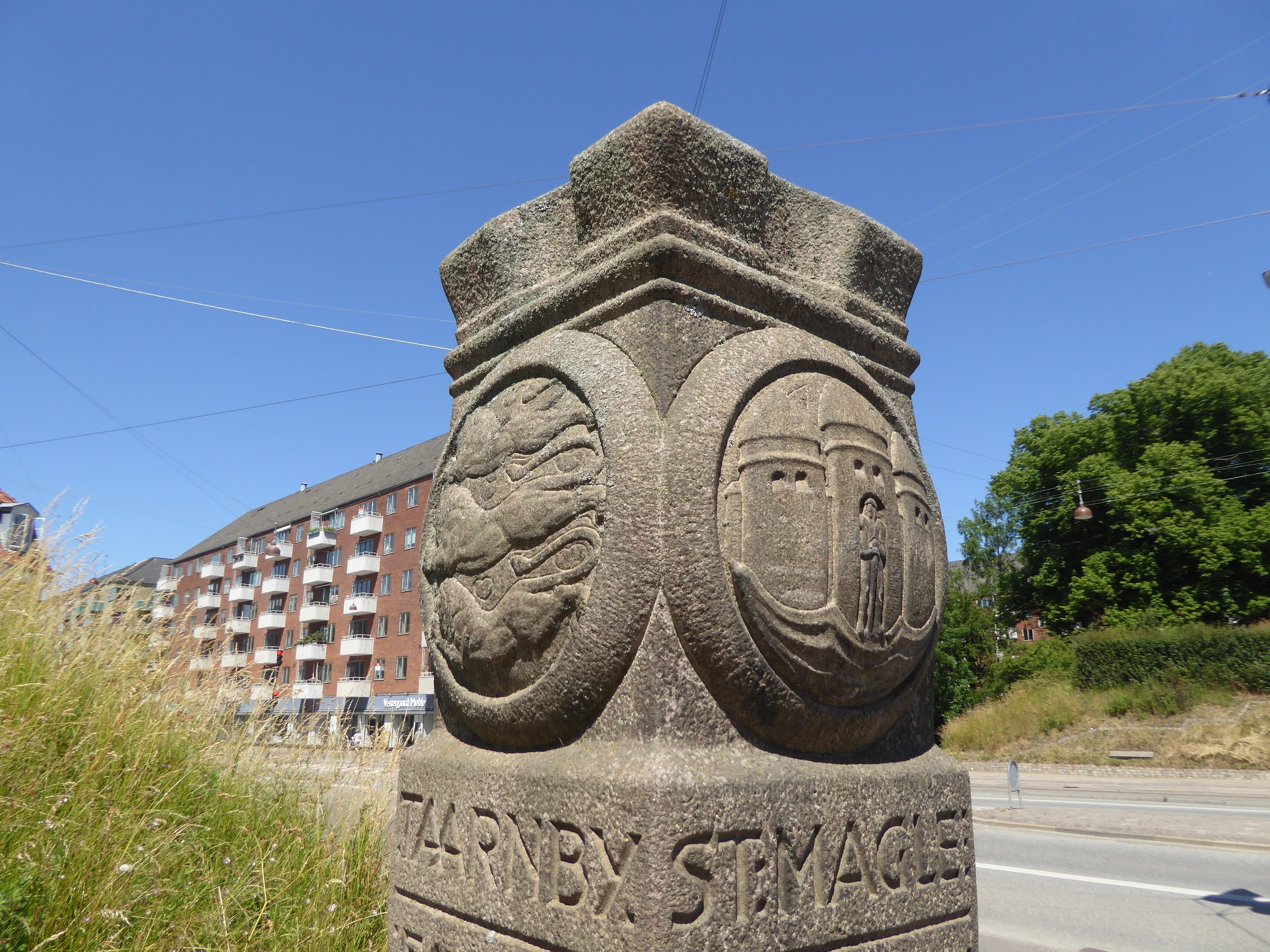
Nollpunktstenen av Peder Vilhelm Jensen Klint på Torvegade
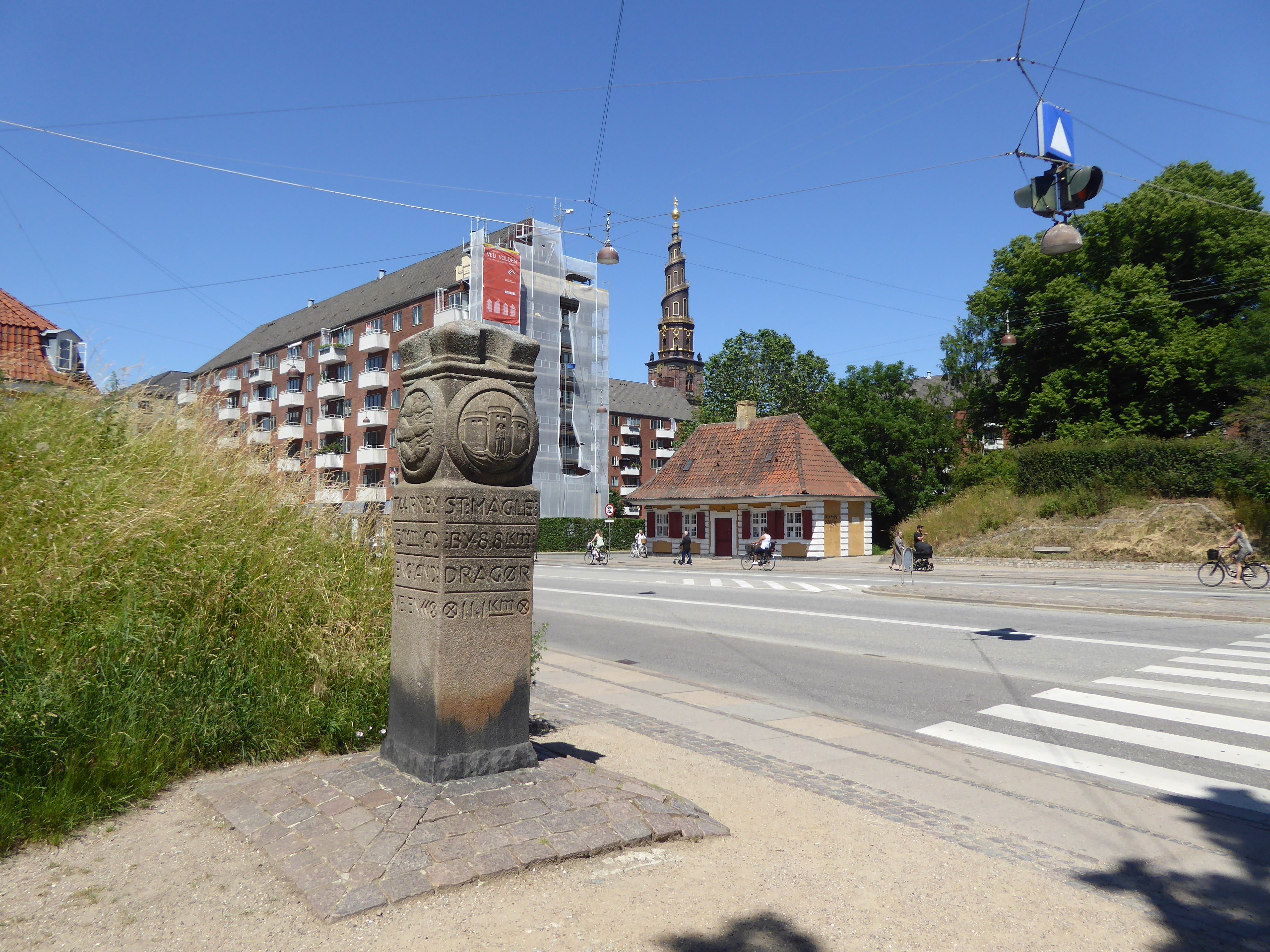
Vaktmästarbostaden vid Torvegade